# Спаваћа соба у Арлу
Спаваћа соба у Арлу (фр. La Chambre à Arles; хол. Slaapkamer te Arles) је серија од три сличне слике холандског постимпресионистичког сликара Винсента ван Гога из 19. века.
Ван Гогов сопствени наслов за ову композицију био је једноставно Спаваћа соба (фр. La Chambre à coucher). У његовим писмима су описане три аутентичне верзије, које се једна од друге лако разликују по сликама на зиду са десне стране. Слика приказује Ван Гогову спаваћу собу на адреси ул. Ламартин бр. 2 у Арлу, Француска, позната као Жута кућа. Врата на десној страни отварала су се на горњи спрат и на степениште; врата са леве стране била су врата гостинске собе коју је држао припремљену за Гогена. Прозор на предњем зиду је гледао на трг Ламартин и његове јавне баште. Ова просторија није била правоугаона већ трапезаста са тупим углом у левом углу предњег зида и оштрим углом у десном. 

## Прва верзија
Ван Гог је започео прву верзију средином октобра 1888. док је боравио у Арлу, и објаснио своје циљеве и средства свом брату Теу:
| „                               | Овог пута једноставно репродукује моју спаваћу собу; али боја мора бити у изобиљу у овом делу, њено поједностављење додаје чин гранда стилу који се примењује на објекте, сугерише одређени одмор или сан. Па, помислио сам да гледајући композиције о којој престајемо да размишљамо и замишљамо, зидове сам офарбао бледољубичастом, дрвени кревет и столице жуте као свеж путер, чаршав и јастуци лимун светло зелене.Прекривач, гримизне боје. Прозор зелен. Умиваоник, наранџаста, бокал, плава. Врата, лила. И то је све. У овој просторији са затвореним капцима нема ничег другог. Квадратни комади намештаја морају да изражавају непоколебљив одмор, такође портрети на зиду, огледало, флаша и неки костими. Бела боја није примењена на слику, па ће њен оквир бити бео, са циљем да се изједначим са обавезним одмором који ми је препоручен. Врста нијансе или сенке; применио сам само једноставне обичне боје, попут оних у палачинкама. | ” |
| — Писмо Ван Гога свом брату Теу | |   |

Ван Гог је укључио скице композиције у ово писмо, као и у писмо Гогену, написано нешто касније. У писму је ван Гог објаснио да је слика настала због болести због које је данима остао прикован за кревет. Ова верзија има на зиду са десне стране минијатуре Ван Гогових портрета његових пријатеља Ежена Боха и Пол-Ежен Милијета . Портрет Ежена Боха зове се Песник , а портрет Пола Ежена Милијета, Љубавник.

## Друга верзија
У априлу 1889. Ван Гог је послао почетну верзију свом брату са жаљењем што ју је оштетила поплава Роне док је био смештен у Старој болници у Арлу . Тео је предложио да га поново подложи( замена оштећеног платна на слици) и пошаље му назад како би га копирао. Ово „понављање“ у оригиналној скали (Ван Гогов термин је био „понављање“) изведено је у септембру 1889. Обе слике су потом враћене Теу.

## Трећа верзија
У лето 1889. Ван Гог је одлучио да преради неке од својих „најбољих“ композиција у мањој величини (израз који је користио је био редукције ) за своју мајку и своју сестру Вил; Спаваћа соба је била међу предметима које је одабрао. Ове редукције, завршене крајем септембра 1889, нису тачне копије.
У спаваћој соби, минијатурни портрет са леве стране подсећа на Ван Гогов аутопортрет сељака из Зундерта . Она десно не може се убедљиво повезати ни са једном постојећом Ван Гоговом сликом.

## Тренутне локације
- Прва верзија никада није напустила уметниково имање. Од 1962. године налази се у поседу Фондације Винсент ван Гог, коју је основао Винсент Виљем ван Гог, уметников нећак, и на сталну позајмицу Ван Гоговом музеју у Амстердаму.
- Друга верзија је од 1926. године у поседу Уметничког института у Чикагу као део Меморијалне колекције Хелен Бирч Бартлет .
- Трећа верзија, која је раније била у поседу Ван Гогове сестре Вил и коју је касније набавио принц Мацуката , ушла је у француску националну колекцију 1959. године, након француско-јапанског мировног споразума, и стално је изложена у музеју Орсе у Паризу.
- Све три верзије Спаваће собе окупљене су на изложби Ван Гог- Спаваће собе, на Уметничком институту у Чикагу 2016. На изложби су приказани повезани радови, као и дигитална реконструкција његове спаваће собе.[7][8]